# Пјешћани
Пјешћани (слч. Piešťany) је бањски град у Словачкој у Трнавском крају и главни је град округа Пјештјани.

## Историја
Прва људска насеља у овом подручју су од из праисторијског доба, од око пре 80.000 година. Људи су ту били привучени богаством дивљачи и термалних извора који нису били смрзнути зими.
Пјешћани се први пут помињу у писаним подацима 1113. (под именом Песцан). У то време Песцан се састојао од неколико мањих насеља. Лековити извори били су популарни већ у средњем веку, један од посетиоца био је и краљ Матија Корвин.
Кроз векове Пјешћани су били у власништву неколико племићких породица, најважнија је била Ердедији, у њиховом власништву подручје је било од 1720. до 1848. и бања до 1940.
Лечилиште је привлачило многе аристократске посетиоце, укључујући и Лудвиг ван Бетовена. 
Године 1945. Пјешћани је добио статус града.

## Грб града
Данашњи грб града потиче из времена након година 1894, када је на идеју Лудовита Винтера да се направи знак који би на одређени начин представио лечилиште Пјешћани, на што прикладнији и једноставнији начин од стране Артура Хеинера из Мађарске створен знак са фигуром човека који ломи штаке за помоћ при ходању на свом колену.

## Становништво
| Година:    | 1994.  | 2004.   | 2014.   | 2024.   |
| ---------- | ------ | ------- | ------- | ------- |
| Број људи: | 32 970 | 29 957  | 27 998  | 26 379  |
| Разлика:   |        | -9,13 % | -6,53 % | -5,78 % |

| Година:    | 2023.  | 2024.   |
| ---------- | ------ | ------- |
| Број људи: | 26 668 | 26 379  |
| Разлика:   |        | -1,08 % |

## Партнерски градови побратими
- Будимпешта, Мађарска
- Еилат, Израел
- Хајдунанас, Мађарска
- Хеинола, Финска
- Лухачовице, Чешка
- Монтеваго, Италија
- Подјебради, Чешка
- Устрон, Пољска
- Вараждинске Топлице, Хрватска